# Hans Ludmann von Rotberg
Hans Ludmann von Rotberg (* vor 1390; † 1423) war ein Basler Politiker.

## Familie
Hans Ludmann von Rotberg war ein Sohn des Ritters, Ratsherrn und Basler Bürgermeisters Henmann von Rotberg. Hans Ludmann heiratete Ursula von Andlau aus einem elsässischen Adelsgeschlecht. Sie hatten eine Tochter Sophie (1413–1478).

## Werdegang
Ab 1403 war er Bürgermeister von Basel. 1410 wurde er aus der Stadt verbannt. 1413 amtete er als Vogt zu Altkirch. Nach seiner Begnadigung im Jahr 1417 kehrte er nach Basel zurück. 1417 konnte er den halben Teil und alle Rechte des Reichslehens Bamlach-Rheinweiler im Breisgau von Junker Hermann Schaler erwerben. 1418 und 1420 bekleidete er erneut die Würde des Bürgermeisters von Basel.